# خط طول 94° شرق
خط طول 94° شرق هو أحد خطوط الطول الجغرافية، والتي تمتد من القطب الشمالي الجغرافي إلى القطب الجنوبي الجغرافي، وحسب التحويل الزمني يتقدم خط طول 94° شرق عن خط غرينتش بـ6 ساعة و16 دقيقة.

## من القطب إلى القطب
ينطلق خط طول 94° شرق من القطب الشمالي نحو القطب الجنوبي مرورا بالمناطق التي ترد في الجدول التالي:
| الإحداثيات                         | البلد أو الإقليم أو البحر | ملاحظات |
| ---------------------------------- | ------------------------- | --- |
| 90°0′N 94°0′E / 90.000°N 94.000°E  | المحيط المتجمد الشمالي    | |
| 81°2′N 94°0′E / 81.033°N 94.000°E  | روسيا                     | كراسنويارسك كراي — جزيرة كومسوموليتس and جزيرة ثورة أكتوبر, سيفيرينيا زيمليا |
| 79°26′N 94°0′E / 79.433°N 94.000°E | بحر كارا                  | Passing just east of Voronina Island, كراسنويارسك كراي, روسيا (at 78°9′N 93°55′E / 78.150°N 93.917°E) |
| 76°36′N 94°0′E / 76.600°N 94.000°E | روسيا                     | كراسنويارسك كراي — Nordenskiöld Archipelago |
| 76°34′N 94°0′E / 76.567°N 94.000°E | بحر كارا                  | |
| 76°7′N 94°0′E / 76.117°N 94.000°E  | روسيا                     | كراسنويارسك كراي توفا — from 52°39′N 94°0′E / 52.650°N 94.000°E |
| 50°35′N 94°0′E / 50.583°N 94.000°E | منغوليا                   | |
| 44°45′N 94°0′E / 44.750°N 94.000°E | جمهورية الصين الشعبية     | سنجان قانسو — from 41°5′N 94°0′E / 41.083°N 94.000°E تشينغهاي — from 38°43′N 94°0′E / 38.717°N 94.000°E منطقة التبت ذاتية الحكم — from 32°27′N 94°0′E / 32.450°N 94.000°E                                 |
| 28°50′N 94°0′E / 28.833°N 94.000°E | الهند                     | أروناجل برديش — claimed by جمهورية الصين الشعبية · آسام — from 27°20′N 94°0′E / 27.333°N 94.000°E · ناجالاند — from 26°9′N 94°0′E / 26.150°N 94.000°E · مانيبور — from 25°31′N 94°0′E / 25.517°N 94.000°E |
| 23°55′N 94°0′E / 23.917°N 94.000°E | ميانمار (Burma)           | |
| 18°44′N 94°0′E / 18.733°N 94.000°E | المحيط الهندي             | Passing just east of Barren Island, جزر أندمان, الهند (at 12°17′N 93°53′E / 12.283°N 93.883°E) · Passing just east of the island of جزيرة نيكوبار الكبرى, الهند (at 7°0′N 93°57′E / 7.000°N 93.950°E)     |
| 60°0′S 94°0′E / 60.000°S 94.000°E  | المحيط الجنوبي            | |
| 66°31′S 94°0′E / 66.517°S 94.000°E | القارة القطبية الجنوبية   | الإقليم الأسترالي في القارة القطبية الجنوبية, المطالب الإقليمية بالقارة القطبية الجنوبية by أستراليا |